# デュアルシステム
デュアルシステム (Dual system、Dual apprenticeship systems) は、ドイツを発祥とする学術的教育と職業教育を同時に進めるシステムである。
ドイツ、オーストリア、ハンガリー、ボスニア・ヘルツェゴビナ、クロアチア、セルビア、スロベニア、マケドニア、モンテネグロ、スイスで主流とされ、フィンランド、ポルトガル、デンマーク、オランダ、フランス、エジプトなどの多くの国で見られる。
日本版デュアルシステムは、専門高校や専門学校あるいは公共職業能力開発施設や認定職業訓練施設などが、座学と企業内の実習を並行して実施する職業訓練システムで、厚生労働省と文部科学省が携わる。

## ドイツ
|    | 男性           | 男性  | 女性                 | 女性  |
| -- | -------------- | ----- | -------------------- | ----- |
| 1  | 自動車工       | 5.9 % | 営業補助             | 7.2 % |
| 2  | 産業機械工     | 4.0 % | 小売店員             | 6.8 % |
| 3  | 小売店員       | 3.9 % | オフィス業務         | 6.4 % |
| 4  | 電気設備工     | 3.7 % | 医療助手             | 6.4 % |
| 5  | 建築設備技術者 | 3.4 % | 歯科助手             | 5.6 % |
| 6  | 営業補助       | 3.3 % | 産業系事務           | 5.3 % |
| 7  | 情報技術者     | 3.1 % | 理容・美容師         | 4.7 % |
| 8  | 倉庫物流管理者 | 2.8 % | 広報アシスタント     | 4.1 % |
| 9  | 卸売・貿易事務 | 2.8 % | 食品手工業専門販売職 | 3.6 % |
| 10 | 調理師         | 2.5 % | ホテル専門職         | 3.4 % |

ドイツの教育制度は、パートタイム職業学校（ベルーフスシューレ）と企業の両者で教育を受ける徒弟制度が存在し、それぞれISCEDで以下に分類される。
- ISCED-3B Dual System - 2レベル修了者を対象とする3年間の教育。課程修了後は職業上級学校 (Fachoberschulen, 4A) やファッハシューレ (5B) へ進学するか、職に就く。
- ISCED-4B Dual System (second cycle) - 3Bレベル修了者を対象とする3年間の教育。課程修了後は職業上級学校 (Fachoberschulen, 4A) やファッハシューレ (5B) へ進学するか、ま職に就く。
- ISCED-4A Dual System (second cycle)  combined with qualification for ISCED 5A - 3Aレベル修了者を対象とする3年間の教育。課程修了後はファッハシューレ (5B) へ進学するか、職に就く。

学生は企業と職業訓練契約を結ぶため、訓練生手当が支給されて社会保障制度の対象となる。
2019年の主な訓練初年度の訓練生手当は、最も高い額で、バーデン・ビュルテンベルク州の金属・電気産業で月額1,037ユーロであり、逆に最も低い額だったのは、ブランデンブルク州の美容師で、月額325ユーロであった。また、同じ職種でも地域によって差があり、例えば自動車整備士の場合、バーデン・ヴュルテンベルク州では月額819ユーロだったが、テューリンゲン州では月額650ユーロとなっていた。
2020年より、訓練生に対する最低賃金が適用され、2020年の導入当初に月額515ユーロ、2021年に同550ユーロ、2022年に同585ユーロ、2023年に同620ユーロへと、4年かけて段階的に引き上げられる予定である。更に、訓練年数に応じて、訓練2年目に18％、3年目に35％の上乗せ手当が加算される。但し、施行予定日の2020年1月1日の時点で締結済みの職業訓練契約の場合は、逸脱が可能で、その場合は最低賃金を下回ることもあり得る。また、最低賃金導入により、訓練途中で辞めてしまう者を減少していくことも期待されている。

## 日本
日本版デュアルシステムは、文部科学省がモデル事業として、主に専門高校（専門教育を主とする学科などを置く高等学校等。農業高校や工業高校等）で行っているものと、厚生労働省が独立行政法人高齢・障害・求職者雇用支援機構を通じて行っているものとがある。

### 中等教育段階
文部科学省のモデル事業は、高校生の就職率の低下を受け、キャリア教育の必要性が認識されたことから、2004年度に始まったもので、2007年度までに20都道府県、25校で実施された。デュアルシステムは企業での長期の実地訓練（On the Job Training,OJT）を行うことが必須であり、実際ドイツでは昼間は企業で訓練生として働き、夜学ぶという体制になっている。
- 東京都立六郷工科高等学校は、1年生は3社で各10日間のインターンシップ、2年生は原則として1年生のときに選択した企業の中から1社で2カ月間通してOJTを受ける。3年生次には同様に1社で2カ月間のOJTを2回行う。このインターンシップとOJTによって、24単位を取得できる。なお、現行の法律では企業で長期のOJTを受けることができるのは定時制高校に限られる。六郷工科高等学校は、実際には全日制と同様に昼間の学校であるが、定時制であるために夜学と勘違いされることもある。
- 東京都立では六郷工科高等学校（デュアルシステム科）のほか東京都立葛西工科高等学校（デュアルシステム科）東京都立多摩工科高等学校（デュアルシステム科）のほか、東京都立北豊島工科高等学校(総合技術科)　東京都立葛西工科高等学校(機械科･電子科･建築科)　東京都立田無工科高等学校(機械科・建築科・都市工学科)など、工業に関する学科（デュアルシステム）で導入されている[14]。
- 修成建設専門学校なども工業専門課程 第2本科（夜）に建築デュアルシステム科を設けている。
- 神奈川県立秦野総合高等学校は定時制の生徒に対して、神奈川県立西部総合職業技術校と連携して技能教育を行う取り組みを始めた[15]。
- インターアクションホースマンスクールは株式会社が運営する職業学校であり、わせがく高等学校と提携して後期中等教育を同時に実施する。

### 成人教育段階
厚生労働省の日本版デュアルシステムは、2003年6月に文部科学省, 厚生労働省, 経済産業省, 内閣府によって発表された「若者自立・挑戦プラン」を受けて考案されたもので、いわゆるニート・フリーターの就業支援として始められたものである。したがって、職業教育というよりは職業訓練の性格が強い。ただし、実施主体によってその仕組みは異なり、専修学校等に委託して行うものは、平均して3カ月の座学と1カ月のOJTで構成されているのに対し、職業能力開発大学校等で行うものは原則2年間と長期の訓練になっている。
職業能力開発大学校等の専門課程（2年間。有料。2008年度は6校）によるもの、職業能力開発促進センター（6ヶ月。無料）によるもの、民間の専修学校等が委託訓練として行うもの（標準4ヶ月。無料）とがある。

### 日本版デュアルシステムの成果
ドイツのデュアルシステムは、多くの場合、最終的にはマイスターの資格取得を目指すものであるが、日本にはマイスター制度がなく、どの程度OJT先の企業への就職に結びつくかが評価の指標となろう。日本版デュアルシステムがスタートしてから日が浅く、とくに文部科学省の方は依然としてモデル事業にとどまっているので、評価する時期にはない。
唯一、デュアルシステム科を設けている都立六郷工科高校の場合、協力企業に就職したものは2006年度が卒業生16人中8人、2007年度が同20人中12人となっている。デュアルシステムがあったから就職できたのかどうかは定かではないが、企業でのOJTによって「自分に自信がもてるようになった」とする生徒やその保護者も多く、一定の成果があったものと思われる。一方、厚生労働省の方は全国的な集計がなく、はっきりしないが、就職に結びつきやすいという意見が協力企業や専修学校からは聞かれる。もっとも、2004年度以降、新卒者の採用状況は改善しており、デュアルシステムの効果であるかどうかは分からない。
マイナスの評価としては、厚生労働省が当初目論んだようなニート・フリーターの就業支援にはなっていないことが上げられる。その日の生活で手一杯のニートやフリーターにとって、デュアルシステムの訓練生になることは収入の道を絶たれることになるからである。また、周知活動がほとんどされておらず、とりわけニートやフリーターにどうすれば情報を届けられるか、その方法を知らなかったことも一因と言える。結局、職業訓練に新しいコースが一つできただけで終わっているといえよう。
なお、日本版デュアルシステムの本来の目的ではないが、訓練生を受け入れる企業にとっては、有力な採用の手段となっている。とくに採用活動に多くの時間や人材を割けない中小企業にとっては、互いの良さを分かった上で採用に結びつけることができるだけに、定着率も高まると期待されている。

### 日本版デュアルシステムの課題
文部科学省版については、今後どう展開していくのかわからないが、六郷工科高等学校が一定の成果を上げていることを考えればモデル事業の段階を脱して、実践に移すべきという声がある。
その際、問題となるのは協力企業の確保である。デュアルシステムの特徴は、企業で実践的な職業教育を受けることにあるのだから、協力企業の確保は不可欠である。協力企業は地元の中小企業である。大企業は、独力で採用活動を行う力があり、デュアルシステムに参加するメリットがない。中小企業にとっては、採用のツールとなりうるメリットがある。ただ、現在OJTにかかる費用はすべて企業側の負担となっている。また、訓練先の企業に就職する生徒が多いとはいえ、全員が訓練先に就職するわけではない。つまり、現在のデュアルシステムは企業の善意によって支えられているのである。これでは維持できないのではないのかという疑問の声もある。訓練生を受け入れる負担が大きいことは、厚生労働省版でも同様である。こちらは、訓練生を受け入れれば1人当たり月24,000円の補助金が支給されるが、一方で訓練生に給与を支給しなければならないこともあり、やはり訓練コストは企業の負担となる。それでも、厚生労働省版のデュアルシステムは、既卒者を対象としているだけに就職につながりやすいのが、企業にとっては救いである。また、厚生労働省版については、本来の目的である無業者の支援にどう結びつけるかが大きな課題である。

## フィンランド
フィンランドでは、20の大学と31のポリテクニックにてデュアルシステムに取り組んでいる。

## マレーシア
マレーシアにおいては継続技能教育（CVET）として、マレーシア人的資源省が主導するNDTSが存在し、ドイツのデュアルシステムを手本とした徒弟制度が実施されている。